# Верхние Жары
Верхние Жары (бел. Верхнія Жары) — деревня в Комаринском сельсовете Брагинского района Гомельской области Беларуси.

## География

### Расположение
В 64 км на юго-восток от Брагина, 20 км от железнодорожной станции Иолча (на участке Чернигов — Овруч), 170 км от Гомеля, 1,5 км от государственной границы с Украиной.

### Гидрография
На восточной окраине — озеро Любитово и пойма реки Днепр.

## Транспортная система
Транспортные связи по просёлочной, затем автомобильной дороге Комарин — Брагин.
Планировка состоит из прямолинейной улицы широтной ориентации, к которой на востоке присоединяется прямолинейная, плотно застроенная улица. Жилые дома преимущественно деревянные усадебного типа.

## История
Известна с начала XIX века как деревня в Иолченской волости Речицкого уезда Минской губернии. В 1834 году во владении Горвата. В 1879 году около деревни была пристань и паромная переправа через Днепр. В 1885 году построена деревянная церковь, располагались винокурня и конная мельница. Согласно переписи 1897 года церковь, школа грамоты, хлебозапасный магазин, трактир, лавка, кирпичный завод. Рядом усадьба. Работал сенопрессовальный завод (паровой двигатель, 60 рабочих).
С 8 декабря 1926 года центр Верхнежарскога сельсовета Комаринского, с 25 декабря 1962 года Брагинского районов Речицкого и с 9 июня 1927 года Гомельского (с 26 июля 1930 года) округов, с 20 февраля 1938 года Полесской, с 8 января 1954 года Гомельской областей.
В 1930 году организован колхоз «Движение революции», работали кузница, кирпичный завод, ветряная мельница. Во время Великой Отечественной войны в боях за деревню 22- 24 сентября 1943 года отличились командир дивизии П. Н. Лащенко, капитан А. А. Осипов, младший сержант К. Р. Вертяков, старший лейтенант И. Н. Румянцев, капитан Н. Н. Силин, младший сержант А. Е. Мищенко, капитан Ф. Н. Колокольцев, старший лейтенант А. Дусухамбетов, полковник П. М. Гудзь, капитан Д. А. Бакуров, капитан П. К. Баюк, старший лейтенант Н. И. Огородников, старшина Д. В. Шурпенко, им присвоено звание Героя Советского Союза. На фронтах и в партизанской борьбе погибли 103 жителя деревни. В память о них в 1966 году около здания сельсовета поставленный обелиск. В 1959 году в деревне располагался центр подсобного хозяйства «Сельхозхимии», средняя школа, библиотека, фельдшерско-акушерский пункт, отделение связи, магазин.
До 31 октября 2006 года центр Верхнежаровского сельсовета.

## Население

### Численность
- 1834 год — 48 дворов
- 1850 год — 60 дворов
- 1885 год — 53 двора, 359 жителей
- 1897 год — 110 дворов, 695 жителей (согласно переписи). В рядом расположенной усадьбе — 7 дворов, 113 жителей
- 1929 год — 209 дворов, 1044 жителя
- 1959 год — 750 жителей (согласно переписи)
- 2004 год — 109 дворов, 243 жителя
- 2006 год — 101 двор, 210 жителей (до 16 лет — 37 чел., в трудоспособном возрасте — 108 чел., в пожилом возрасте — 95 чел.)

| График не отображается по техническим причинам. Чтобы исправить это, воспроизведите график в новом формате, если это возможно. |